# Cicloexanona
Cicloexanona ou Ciclo-hexanona é uma molécula cíclica de seis carbonos com um grupo funcional cetona, pode, portanto, ser definida como a cetona do ciclo-hexano. É um líquido incolor e oleoso com um odor residual de pimenta e acetona. Com o tempo, a cor deste líquido tende ao amarelo. A ciclo-hexanona é levemente solúvel em água (5-10 g/100 ml), mas miscível com a maior parte dos solventes orgânicos mais comuns.

## Obtenção
A síntese industrial da ciclo-hexanona se dá principalmente através de dois processos:
- Oxidação catalítica de ciclo-hexano com oxigênio atmosférico, que transcorre através de um hidroperoxicicloexano  (o hidroperóxido de ciclo-hexilo) instável, o qual via um mecanismo por radicais livres dá lugar a uma mescla de cicloexanona e cicloexanol, abreviados como ona e ol. A mescla na continuação se separa por destilação, e o cicloexanol separado pode posteriormente oxidar-se ou desidrogenar-se a mais cicloexanona.

- Hidrogenação catalítica de fenol, com um catalisador de Pd/C.

## Reações
A ciclo-hexanona mostra a reatividade típica de uma cetona, por exemplo:
- Forma a imina com amoníaco ou aminas primárias.
- Forma a enamina com aminas secundárias.
- Posições ácidas em α ao grupo carbonilo. Tautomeria ceto-enol.
- Reação aldólica sob catálise ácida ou básica.
- Reação com reagentes de Grignard.
- Reação de Wittig para formar um alceno.
- Com borohidreto de sódio se reduz com facilidade a ciclo-hexanol.

## Aplicações
Ciclo-hexanona empregada como um solvente industrial e como ativador em reações de oxidação. É também usada na produção de ácido adípico, resinas de ciclo-hexanona, caprolactama e nylon 6. 

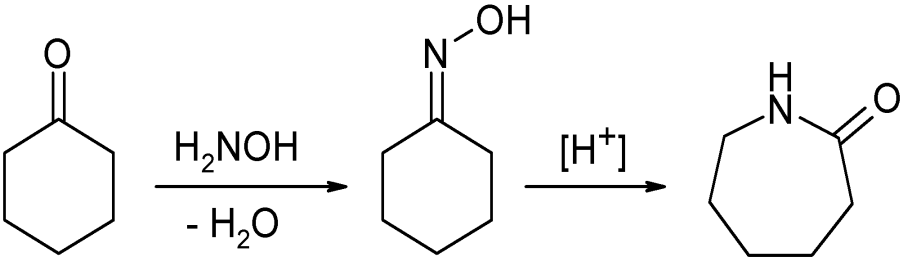
Caprolactama a partir de ciclo-hexanona via a oxima e transposição de Beckmann

Quando usada como aditivo de lubrificação de motores de combustão interna, a ciclo-hexanona tem sido avaliada como tendo melhor performance na redução de ácidos danosos e como solvente.